# Ґембажув (Мазовецьке воєводство)
Ґембажув (пол. Gębarzów) — село в Польщі, у гміні Скаришев Радомського повіту Мазовецького воєводства.
Населення — 555 осіб (2011).
У 1975-1998 роках село належало до Радомського воєводства.

## Демографія
Демографічна структура станом на 31 березня 2011 року:
|          | Загалом | Допрацездатний вік | Працездатний вік | Постпрацездатний вік |
| -------- | ------- | ------------------ | ---------------- | -------------------- |
| Чоловіки | 265     | 67                 | 171              | 27                   |
| Жінки    | 290     | 95                 | 150              | 45                   |
| Разом    | 555     | 162                | 321              | 72                   |